# 의령군 (선거구)
의령군은 대한민국의 옛 국회의원 선거구이다. 당시 경상남도 의령군 지역을 관할했다.

## 역사
제헌 국회의원 선거를 앞두고 의령군 전 지역을 관할하는 선거구로 신설되었다.
제6대 국회의원 선거를 앞두고 함안군 선거구와 통합되면서 함안군·의령군 선거구를 형성하게 됨에 따라 폐지되었다.

## 역대 국회의원
| 선거   | 정당 | 정당           | 의원   |
| ------ | ---- | -------------- | ------ |
| 1948년 |      | 조선민족청년단 | 안준상 |
| 1950년 |      | 무소속         | 이시목 |
| 1954년 |      | 자유당         | 이영희 |
| 1958년 |      | 자유당         | 이영희 |
| 1960년 |      | 민주당         | 강봉용 |

## 역대 선거 결과

### 대한민국 제헌 국회의원 선거
|  | 27.35% |

|  | 24.45% |

|  | 18.53% |

|  | 18.32% |

|  | 11.33% |

### 대한민국 제2대 국회의원 선거
|  | 27.75% |

|  | 14.80% |

|  | 14.09% |

|  | 12.31% |

|  | 9.03% |

|  | 8.20% |

|  | 7.48% |

|  | 6.29% |

|  | 0% |

### 대한민국 제3대 국회의원 선거
|  | 40.63% |

|  | 34.83% |

|  | 14.69% |

|  | 9.83% |

|  | 0% |

|  | 0% |

### 대한민국 제4대 국회의원 선거
|  | 44.97% |

|  | 39.71% |

|  | 15.30% |

### 대한민국 제5대 국회의원 선거
|  | 29.57% |

|  | 15.27% |

|  | 13.74% |

|  | 12.92% |

|  | 12.44% |

|  | 8.98% |

|  | 4.11% |

|  | 2.93% |

|  | 0% |